# Fourneville
Fourneville é uma comuna francesa na região administrativa da Normandia, no departamento Calvados. Estende-se por uma área de 6,86 km². Em 2010 a comuna tinha 510 habitantes (densidade: 74,3 hab./km²).